# امیل هنریکس
امیل هنریکس (انگلیسی: Emil Henriques; ۱۹ دسامبر ۱۸۸۳ – ۱۹ نوامبر ۱۹۵۷) قایقران، وکیل، و قایقران قایق بادبانی اهل سوئد بود.